# Марк Фослий Флакцинатор (военный трибун)
Марк Фо́слий Флакцина́тор (лат. Marcus Foslius Flaccinator; V век до н. э.) — римский политический деятель из патрицианского рода Фослиев, военный трибун с консульской властью в 433 году до н. э. Его коллегами по должности были Марк Фабий Вибулан и Луций Сергий Фиденат. Главным событием этого года, по данным Тита Ливия, стала чума.
Вероятно, потомком Марка Фослия был консул 318 года до н. э. того же имени.